# Piconet
Piconet ali piko omrežje je omrežje iz naprav bluetooth, ki se samodejno povežejo med seboj. Pri tem ena naprava prevzame vlogo gostitelja (nadrejena naprava, master), ostale naprave pa vlogo gosta (podrejena naprava, slave). V enem piconetu je lahko največ 8 naprav, se pravi sedem gostov in en gostitelj. Več piconetov se lahko poveže tudi v razpršeno omrežje - scatternet.